# Paul Parker
Paul Andrew Parker (West Ham, 4 april 1964) is een voormalig profvoetballer uit Engeland, die als verdediger speelde.

## Clubcarrière
Parker speelde voor achtereenvolgens Fulham, Queens Park Rangers, Manchester United, Sheffield United, Fulham, Derby County en Chelsea. Met Manchester United won hij driemaal de Engelse landstitel en twee keer de FA Cup. Hij beëindigde zijn loopbaan in 1997 bij Chelsea.

## Interlandcarrière
Parker kwam in totaal negentien keer uit voor de nationale ploeg van Engeland in de periode 1989–1994. Onder leiding van bondscoach Bobby Robson maakte hij zijn debuut op 26 april 1989 in de WK-kwalificatiewedstrijd tegen Albanië (5-0) in Londen. Hij viel in dat duel na 76 minuten in voor Gary Stevens.

## Erelijst
Manchester United
- Engels landskampioen

1993, 1994, 1996
- FA Cup

1994, 1996
 Chelsea
- FA Cup

1997